# Hansaplast
Hansaplastt o también Elastoplast, es una marca de tiritas (también llamadas tiras adhesivas ) y apósitos médicos Beiersdorf la empresa creadora de Nivea.

Logotipo de Elastoplast

## Origen
En 1928, Smith & Nephew del Reino Unido adquirió la licencia para comercializar y producir la gama de vendas Elastoplast Beiersdorf compró la marca en 2000. En algunos países de Europa se utiliza el nombre Hansaplast, la marca primitiva iniciada por Beiersdorf en 1922. Una tercera marca comercial, llamada Curitas, se utiliza en algunas partes de América Latina. 

## Historia
Nick Kochan escribió sobre Elastoplast en su libro The World's Greatest Brands (1996) que "el éxito inicial de la marca fue debido a su material de tela de alta elasticidad junto con una pegatina eficaz";
En la década de 1970, Elastoplast comercializó su producto Airstrip como "el apósito para el aire fresco". Los emplastos se vendían en latas pequeñas y planas.
El 4 de julio de 2005, Elastoplast lanzó una campaña publicitaria de 1,1 millones de libras que de la marca llamados "Plastermen", que habían ayudado a anunciar los apósitos SilverHealing recientemente lanzados.